# Skarvan og Roltdalen Nemzeti Park
A Skarvan és Roltdalen Nemzeti Parkot Norvégiában Nord-Trøndelag megye, ezen belül Meråker és Stjørdal község, valamint Sør-Trøndelag megye, ezen belül Sylarna és Tydal község területén, a Skandináv-hegységben 2004-ben hozták létre.

## Földrajza
A változatos táj a délnyugati irányban futó Roltdalen völgy mocsaraitól és fenyőerdeitől emelkedik az 1171 méter magas Skorvan hegyéig északon. Ez a legnagyobb út nélküli terület a megyében, fenyőerdőkkel és nyári legelőkkel, régi nyári szállásokkal. A nemzeti park legmagasabb hegye az észak-déli irányban futó fjell-lánc délkeleti végén elhelyezkedő 1441 m magas Fongen.
A hegyek anyagát alkotó kőzetekre jellemző a kristályos pala, a sztaurolit, a gránátcsoport tagjai, a kianit. Régen itt készítették Norvégiában a legtöbb malomkövet.

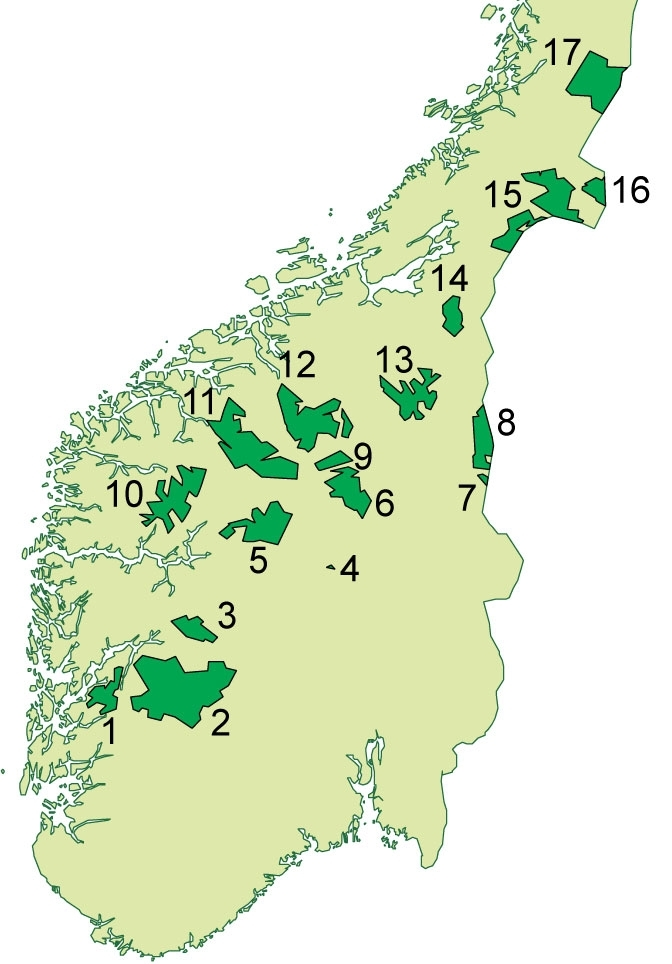
Dél-Norvégia nemzeti parkjai. A Skarvan og Roltdalen a 14. számú

## Növényzet és állatvilág
A nemzeti park fenyőerdei őserdő-jellegűek,  nagy botanikai értékű, 200 év feletti korú fákkal. Emellett a változatos tájon lápok, mocsarak, illetve magashegyi kopár vidékek is találhatók. Az állatvilág jellegzetes képviselői a jávorszarvas, a búbos cinege, a fenyvescinege, a hegyi fakusz, a háromujjú hőcsik, a északi szajkó, a siketfajd, a héja és a kis fakopáncs.
A vizes élőhelyek lakója az aranylile, a sárjáró, a pajzsos cankó, a sarki búvár, a vékonycsőrű víztaposó és a hegyi réce. Jelentősebb egészséges állományai vannak a területen a nyírfajdnak, a  havasi nyúlnak és a sarki hófajdnak. A ragadozómadarak közül jelen van a szirti sas, a héja és az északi sólyom.
A park madárfajai közül 20 szerepel a vörös listán.

## Kulturális örökség
A Skarvan és Roltdalen vidékén az emberi települések 2000 éves nyomai is fellelhetők, köztük vasolvasztók maradványai, amelyekben gyepvasércet dolgoztak fel. A hegyekben rézérc is előfordul, amelyekre alapozva a 18. és a 19. században rézbányászatot is folytattak. A malomkő-gyártás a középkortól az első világháborúig folyt a területen, nyomait a kőzetbe vájt mély barázdák jelzik.
A nemzeti parkban megtalálhatók a korábbi emberi tevékenység nyomai, csapdák, településnyomok, köztük lapp települések maradványai is, a hozzájuk tartozó régi utak, hegyi legelők nyári szállásainak nyomai, helyenként a 17. századra visszamenőleg kimutathatóan. Korábban a területen összesen 99 hegyi legelő volt nyári szállással. Még az 1940-es években is százával tartottak szarvasmarhát és juhokat errefelé. A nyári legeltetés hagyományos formáit a 60-as években már feladták, de néhány alpesi jellegű rétet még használnak juhok és marhák legeltetésére.
Az erdőgazdálkodás is jelentős volt a területen; a 17. századtól egészen az 1950-es évekig a folyókon úsztatták le a kivágott fát. A Tydal vidéki számik évszázadok óta folytattak itt rénszarvastenyésztést. Április második felétől késő őszig mintegy 7600 rént legeltettek errefelé. Télen az állatokat Femundsmarka vidékére hajtották.

## Turizmus
A Norvég Turistaszövetség (Den Norske Turistforening, DNT) számos menedékházat és turistaútvonalat tart fenn az 1900-as évek óta a nemzeti park területén, és ezek összeköttetésben állnak a Sylan hegység jelzett turistaútjaival is. A védett területen népszerű sport a sífutás, gyalogtúrázás, lovaglás, vadászat és horgászat (pisztrángfélék) is.

## Fordítás
- Ez a szócikk részben vagy egészben a Skarvan og Roltdalen nasjonalpark című norvég Wikipédia-szócikk ezen változatának fordításán alapul.  Az eredeti cikk szerkesztőit annak laptörténete sorolja fel. Ez a jelzés csupán a megfogalmazás eredetét és a szerzői jogokat jelzi, nem szolgál a cikkben szereplő információk forrásmegjelöléseként.